# 레드미 10C
레드미 10C(영어: Redmi 10C)는 샤오미 계열의 안드로이드 스마트폰이다. 이 전화기는 2022년 3월 21일에 발표되었으며, 레드미 10의 라이트 버전으로 판매되고 있지만 일부 사양에서는 기본 모델보다 더 낫다. 인도에서 Redmi 10C는 더 큰 배터리를 가진 Redmi 10(인도에서 Redmi 10 Prime로 판매되는 글로벌 Redmi 10과 혼동하지 않기 위해)으로 도입되었다. 또한 인디언 레드미 10보다 메모리 용량이 크고 뒷면이 다른 레드미 10 파워도 있다.

## 디자인
전면은 고릴라 글래스 3으로 만들어졌다. Redmi 10C와 Indian Redmi 10에서는 물결 모양의 질감을 가진 플라스틱으로 제작되고 Redmi 10 Power에서는 가죽 질감을 가진 백이다.
스마트폰의 디자인은 카메라 유닛이 지문 센서와 병합된 리얼메나르조 50A와 유사하다.
아래쪽에는 USB-C 포트, 스피커, 마이크가 있다. 위쪽에는 3.5mm 오디오 잭이 있습니다. 왼쪽에는 마이크로SD 슬롯이 있는 듀얼 SIM 트레이가 있다. 우측에는 볼륨 로커와 전원 버튼이 있다.
레드미 10C는 그라파이트 그레이, 오션 블루, 민트 그린의 3가지 색상으로 판매된다.
인도의 레드미 10은 미드나잇 블랙(회색), 퍼시픽 블루, 캐리비안 그린의 3가지 색상으로 판매된다.
레드미 10 파워는 파워 블랙과 스포티 오렌지 3가지 색상으로 판매된다.
| Color | 레드미 10C        | 레드미 10 (인도) | 색 | 레드미 10 파워 |
| Color | 이름              | 이름             | 색 | 이름           |
| ----- | ----------------- | ---------------- | -- | -------------- |
|       | 그라파이트 그레이 | 미드나이트 블랙  |    | 파워 블랙      |
|       | 오션 블루         | 퍼시픽 블루      |    | 스포지 오렌지  |
|       | 민트 그린         | 카리빈 그린      |    |                |